# Æthelheard van Wessex
Æthelheard was koning van Wessex tussen 726 en 740. Hij volgde Ine op, hoewel aanvankelijk Oswald, die zelf van koninklijken bloede zou zijn geweest, hem de troon betwistte. Een deel van de problemen ontstond doordat Ine bij zijn troonsafstand bepaalde dat "een jonger iemand" hem moest opvolgen, zonder te vermelden wie dan. Het is onduidelijk of er een familierelatie bestond tussen Ine en Æthelheard, hoewel sommige bronnen laten doorschemeren dat ze zwagers zouden zijn geweest. Æthelheard zelf werd opgevolgd door zijn broer Cuthred.
In 733 verloor Æthelheard een groot deel van Somerset, waaronder de stad Somerton, aan koning Æthelbald van Mercia. Hij was gedwongen de opperheerschappij van Æthelbald over zuidelijk Engeland te erkennen.
Cerdic · Cynric · Ceawlin · Ceol · Ceolwulf · Cynegils · Cwichelm · Cenwalh · Penda van Mercia/Cenberht (?) · Cenwalh · Seaxburg · Æscwine · Centwine · Cædwalla · Ine · Æthelheard · Cuthred · Sigeberht · Cynewulf · Beorhtric · Egbert · Æthelwulf · Æthelbald · Æthelberht · Æthelred · Alfred de Grote · Eduard de Oudere · Æthelstan